# 杨金英
杨金英（16世纪？—1542年），明朝嘉靖帝的宫女，壬寅宮變的首位实行人。

## 壬寅宮變
她在宫中的身份为常在或答应。嘉靖二十一年十月二十一日（实为二十二日卯时分），杨金英与苏川药、杨玉香、邢翠莲、姚淑翠、杨翠英、关梅秀、刘妙莲、陈菊花、王秀兰等宫女试图将嘉靖帝勒死，未遂，史稱壬寅宮變。根据杨金英自己的口供，张金莲事露方告，徐秋花、邓金香、张春景、黄玉莲皆同谋，王宁嫔主谋，曹端妃也知情。
事后，嘉靖帝下旨，将这些涉案的妃嫔宫女不分首从都凌遲處死。家属被连坐斩首十人，罚为奴婢二十人，财产籍入，诸以异姓收系者审辨放出。

## 文內注釋
1. ↑  《明世宗實錄》嘉靖二十一年
2. ↑  《明史》